# Shailyn Pierre-Dixon
Shailyn Pierre-Dixon (Caledon, 1º giugno 2003) è un'attrice canadese.
È conosciuta soprattutto per il ruolo della giovane Aminata nella serie tv The Book of Negroes, per la quale ha vinto il Canadian Screen Award come migliore attrice di supporto in una serie tv alla quarta edizione della manifestazione, nel 2016. È apparsa anche nei film The Best Man Holiday (2013) e Suicide Squad (2016) e sta interpretando Franny nella serie tv Between di Netflix dal 2015.

## Filmografia parziale

### Cinema
- The Best Man Holiday, regia di Malcolm D. Lee (2013)
- Suicide Squad, regia di David Ayer (2016)

### Televisione
- Between - serie TV, 12 episodi (2015-2016)
- The Book of Negroes - serie TV, 3 episodi (2015)
- Pretty Hard Cases - serie TV, 4 episodi (2022)
- Departure - serie TV, 5 episodi (2022)
- Macy Murdoch - serie TV, 8 episodi (2023)

## Doppiatrici italiane
Nelle versioni in italiano delle opere in cui ha recitato, Shailyn Pierre-Dixon è stata doppiata da:
- Vittoria Bartolomei in Between
- Chiara Fabiano in Suicide Squad
- Sara Labidi in Departure